# Igreja de São Saturnino (Roma)
A Igreja de São Saturnino (em italiano: Chiesa di San Saturnino), também por vezes chamada São Saturnino Mártir (San Saturnino Martire), é uma igreja de Roma localizada na Piazza San Saturnino, no quartiere Trieste. É dedicada a São Saturnino. O cardeal-presbítero protetor do título cardinalício de São Saturnino é John Olorunfemi Onaiyekan, arcebispo de Abuja, na Nigéria.

## História

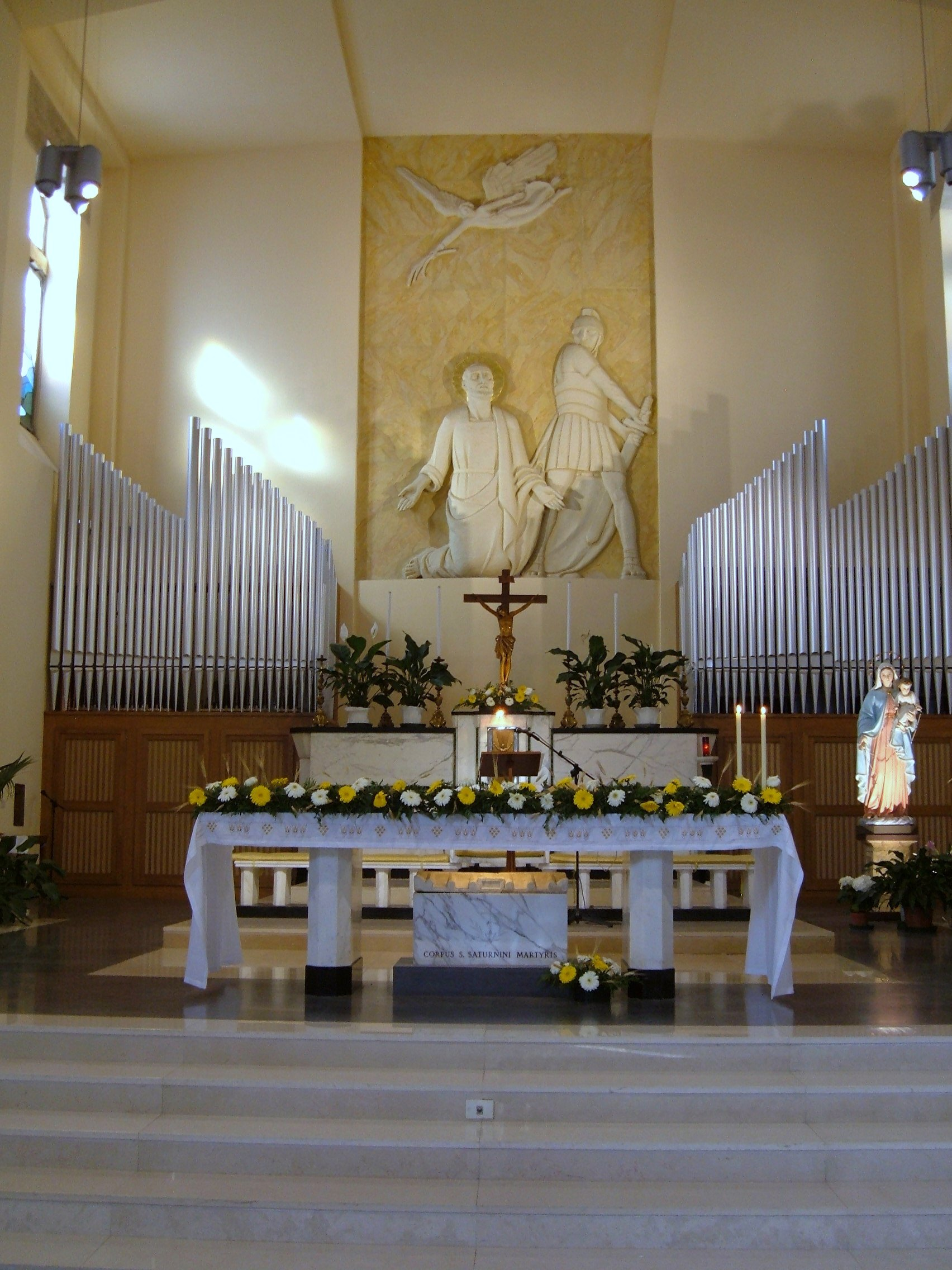
Detalhe do altar

Esta igreja foi construída com base num projeto do arquiteto Clemente Busiri Vici na segunda metade da década de 1930 e consagrada em 1940. Ela foi autorizada pelo papa Pio XI na audiência de 22 de junho de 1932 e é sede da paróquia homônima instituída em 1 de janeiro de 1935 através do decreto "Assidua vigilantique cura" do cardeal-vigário Francesco Marchetti Selvaggiani. Seu território foi recortado do da paróquia de Sant'Agnese fuori le mura, de Santa Teresa al Corso d'Italia e de San Giuseppe a via Nomentana.

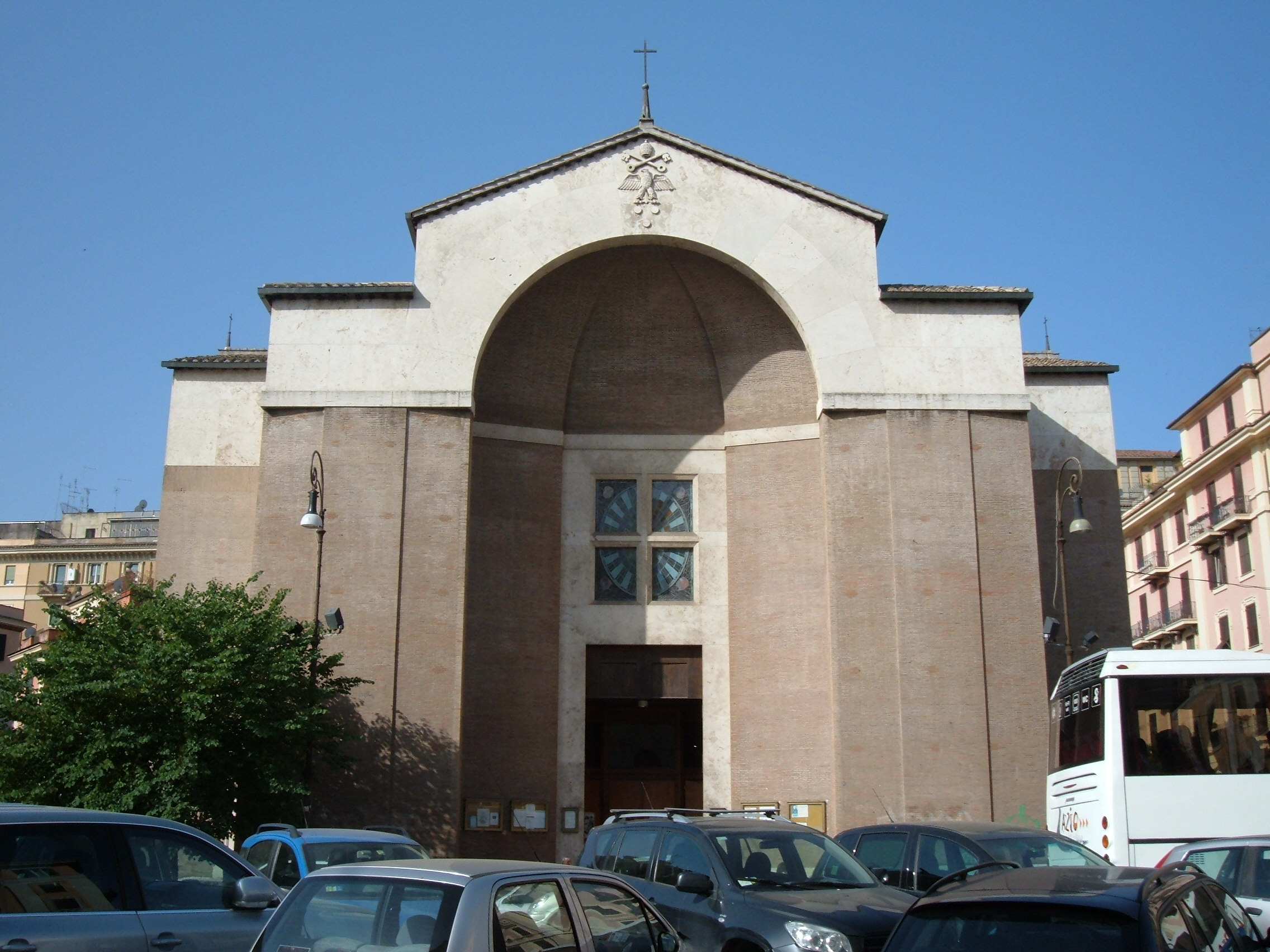
Vista da igreja

Ela recebeu visitas do papa Paulo VI e do papa João Paulo II em 1968 e 1989 respectivamente. Em 29 de novembro de 1987, as relíquias do santo titular, martirizado em Roma no início do século IV, foram transladados da Catacumba de Trasão para a igreja; em 1989, uma outra parte das relíquias, abrigadas em San Pietro in Vincoli, se juntaram a elas. Finalmente, em 2003, a igreja foi elevada pelo papa João Paulo II a sede do título cardinalício de São Saturnino.
Entre os sacerdotes que trabalharam na paróquia está o servo de Deus Pirro Scavizzi, o último sacerdote romano a ser proposto para uma causa de beatificação.

## Descrição

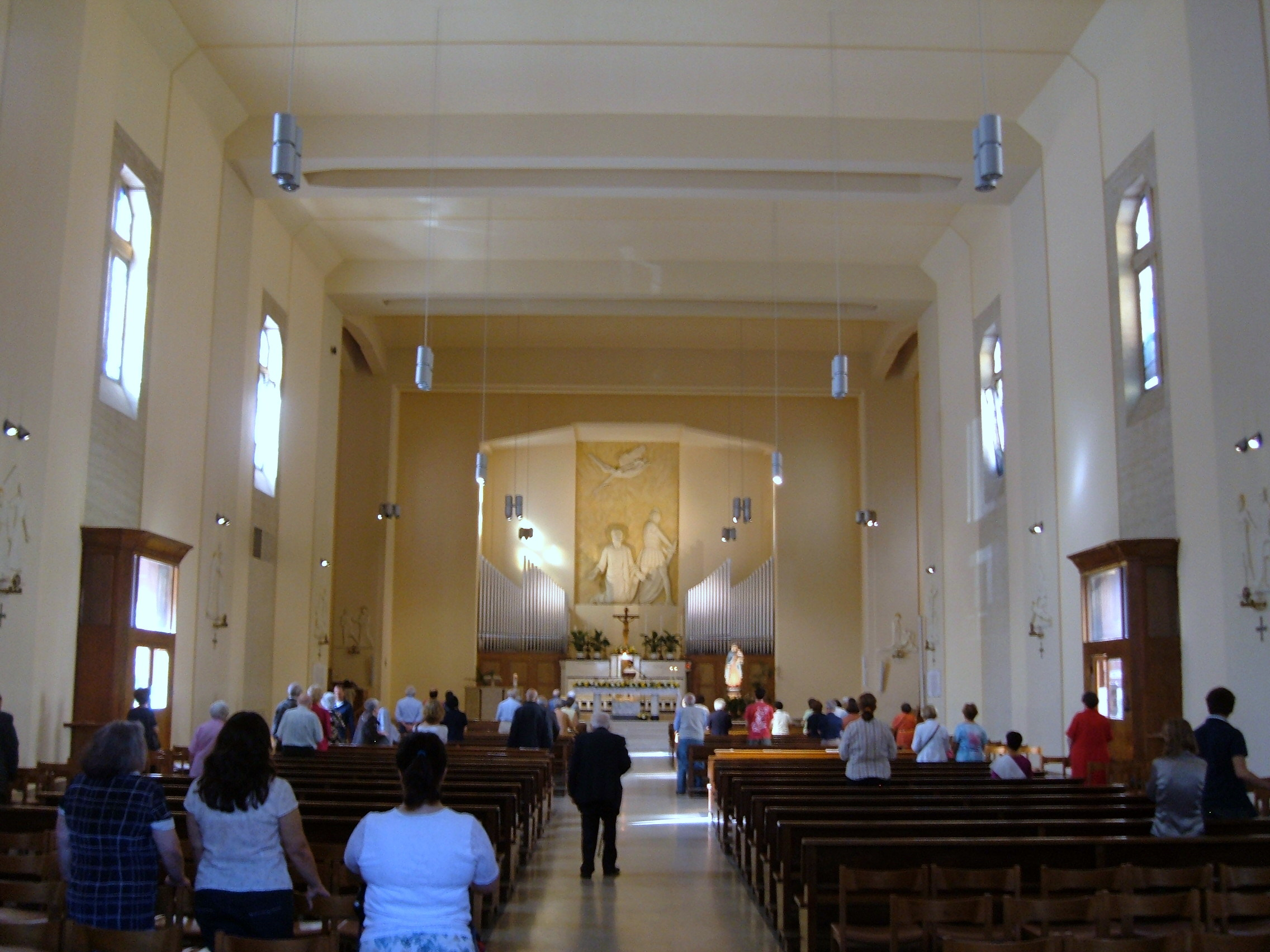
Vista do interior

Externamente, se destaca na fachada um gigantesco nicho, no interior do qual está o grande portal com moldura de travertino e uma janela retangular dividida em quatro por uma cruz. Sobre ele está o brasão do papa Pio XI. O interior, muito simples, consiste em uma nave simples com quatro capelas laterais. O altar-mor é dominado por um grande alto-relevo da "Decapitação de São Saturnino com o Anjo entregando a Palma do Martírio". Sobre o altar, numa urna de mármore, estão as relíquias. Uma lápide reproduz uma tradução para o italiano do carmen dedicatório encomendado pelo papa Dâmaso I ao seu calígrafo Fúrio Dionísio Filócalo.
Em 1960, no vigésimo-quinto aniversário da fundação da igreja, foi instalado na cantoria da contrafachada um novo órgão de tubos construído por Libero Rino Pinchi, transportado mais tarde, em 1987, por obra de Gustavo Zanin, para os dois lados do altar-mor, no presbitério.